# Koszary przy ul. Adama Mickiewicza w Sanoku

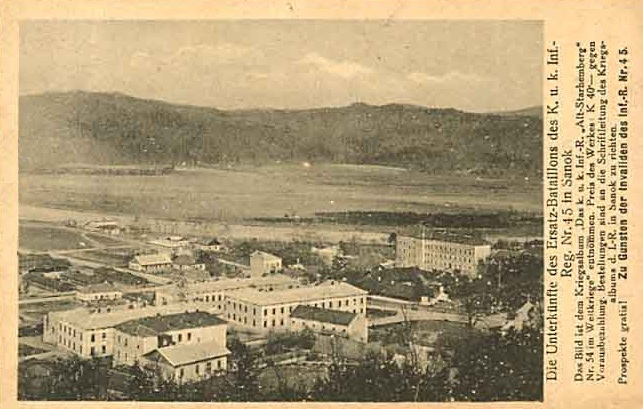
Koszary 45. r.p. oraz batalionu Ladwehry, widok z góry Aptekarki (1911-1912)

Koszary przy ul. Adama Mickiewicza w Sanoku – zabudowania stanowiące byłe koszary wojskowe w Sanoku, położone przy ulicy Adama Mickiewicza w dzielnicy Śródmieście.
W okresie autonomii galicyjskiej w ramach Austro-Węgier na przełomie XIX/XX w Sanoku z infrastruktury korzystał 45 Pułk Piechoty c. i k. armii; pod koniec XIX wieku szereg budynków w posiadaniu jednostki stanowiło realność miejską, od których pobierano czynsz: dwa domy na Stawisku (koszary 45pp), 6 domów na Wójtostwie (4 koszar, 2 aresztu, 1 kuchni), nowe koszary obrony krajowej z magazynem i barakami, dom murowany (szpital wojskowy), magazyn 45pp, prochownia 45pp i prochownia obrony krajowej położone na folwarku w Posadzie Olchowskiej.
Kwestia budowy koszar wojskowych w Sanoku była podnoszona na początku XX wieku, zaś zabudowania były planowane na potrzeby batalionu 45 Pułku Piechoty c. i k. armii (w tym celu na przełomie 1904/1905 rady miejska w Sanoku podjęła uchwałę, zatwierdzoną następnie przez radę powiatu sanockiego, o zaciągnięciu pożyczki w kwocie 300 tys. koron na budowę koszar wojskowych w Sanoku). Budowę prowadzono za kadencji burmistrza Sanoka, Feliksa Gieli; po kilku latach starań w 1910 przystąpiono do rozpoczęcia pracy budowlanych, których koszt szacowano na ok. pół miliona koron. Budynki zostały oddane do użytku w styczniu 1912. Celem oddania do użytku koszar powołano komisje wojskową, miejską i polityczną 28 grudnia 1911, wprowadzenie wojsk do budynków zaplanowano na 15 stycznia 1911, a kontrakt zapisano na 25 lat. Zgodnie z planem w koszarach stacjonował w nich austriacki 45 Pułk Piechoty. Pierwotnie budynki koszary były pod numerami 540, 541, 542, 543. W 1909 szpital zyskał pobliskie budynki koszar wojskowych 4 i 5 Pułku Piechoty Liniowej im. księcia Zygmunta w 1909 zostały przeznaczone na rzecz Szpitala Powszechnego w Sanoku.
U kresu I wojny światowej 1 listopada 1918 delegacja sanockiej Rady Miejskiej (w jej składzie byli m.in.: burmistrz Paweł Biedka, kpt. Franciszek Stok, kpt. Antoni Kurka, Feliks Giela, Michał Słuszkiewicz, Karol Zaleski, adwokaci Wojciech Ślączka, dr Adolf Bendel i dr Jonasz Spiegel, działacze sokoli Adam Pytel i Marian Szajna, Tomasz Rozum, Michał Guzik) podjęła rozmowy z komendantem wojskowej załogi c. i k. w Sanoku płk. Iwanem Maksymowiczem i mimo jego oporu dokonano rozbrojenia stacjonującego wówczas w koszarach – pochodzącego z ziemi czeskiej – 54 Pułku Piechoty, po czym ok. 1000 żołnierzy jednostki (ok. 600 narodowości czeskiej i 300 narodowości niemieckiej) opuściło miasto. Po zakończeniu wojny, w listopadzie 1918 ulokował się w nich ochotniczy 3 Batalion Strzelców Sanockich i zajmował do 1919.
W okresie II Rzeczypospolitej (1920-1939) w obiektach stacjonował II batalion 2 Pułku Strzelców Podhalańskich. Ok. 1920 budynki koszar zostały poświęcone. Według stanu z 1931 przy ul. Adama Mickiewicza koszary były zlokalizowane pod numerami: 15, 15a, 17, 17a, 19 - baraki wojskowe, 21, 23. Przed 1939 obiekty były określane jako „Koszary Jagiellonów” bądź „Koszary Jagiellońskie”.
Tuż po II wojnie światowej 12 lipca 1945 do Sanoka przybył I batalion 34 Pułku Piechoty Ludowego Wojska Polskiego i został zakwaterowany w koszarach, do 1939 należących do 2 Pułku Strzelców Podhalańskich. W okresie PRL do 1952 stacjonował 26 Pułk Piechoty (wówczas koszary istniały pod numerem 15 ulicy A. Mickiewicza), a do 1991 były siedzibą oddziału Wojsk Ochrony Pogranicza (WOP).
Na północnym krańcu nieruchomości koszar istniał dworek rodziny Tchorznickich (Aleksander Mniszek-Tchorznicki), gdzie później powstały magazyny wojskowe (miejsce to znajduje się naprzeciw wejścia głównego na stadion „Wierchy” przy ul. Żwirki i Wigury 6).
Pod koniec XX wieku zdecydowano o zagospodarowaniu obiektów. Obiekty zlokalizowane topograficznie wyżej, pod adresem ulicy Mickiewicza 21 samorząd lokalny przekazał je na rzecz powstałej uczelni, Państwowej Wyższej Szkoły Zawodowej w Sanoku. Jeszcze przed decyzją powołującą uczelnię podjęto remont zabudowań byłych koszar, trwający od 10 lipca 2000 do 2001. Budynki zostały odremontowane i na nowo dostosowane dla potrzeb dydaktycznych. Od 2004 był remontowany, a na przełomie 2005/2006 oddany do użytku został budynek byłego arsenału, zlokalizowany przy ul. Żwirki i Wigury (w strukturze uczelni PWSZ określony jako F) (w przeszłości istniał przy nim staw). Budynek położony przy ulicy Mickiewicza 23, przejęła sanocka placówka Straży Granicznej, przynależna do Bieszczadzkiego Oddziału SG.

## Upamiętnienie
- Przed budynkiem przy ulicy Adama Mickiewicza 21 (później PWSZ) ustanowiono kamień pamiątkowy upamiętniający 2 Pułk Strzelców Podhalańskich[36]. Został odsłonięty 3 października 1993[37]. Upamiętnia żołnierzy 2 Pułku Strzelców Podhalańskich oraz AK. Projektantem obelisku był st. chorąży Andrzej Siwiec. Pomnik zawiera herb 2 PSP oraz tablicę z inskrypcją o treści: Pamięci żołnierzy 2 PSP i ich kontynuatorom z AK Obwodu „SAN” w walce o niepodległość Polski. Społeczeństwo Ziemi Sanockiej[38].
- Na fasadzie budynku przy ulicy Adama Mickiewicza 23 (SG) została odsłonięta tablica pamiątkowa[39]. Inskrypcja informuje: W hołdzie oficerom i strażnikom Straży Granicznej II RP służącym w Sanoku w Małopolskim Inspektoracie Okręgowym i Komendzie Obwodu w 20. rocznicę reaktywowania formacji. Funkcjonariusze Placówki SG w Sanoku oraz rodziny byłych strażników. Sanok, maj 2011.